# Ruhm und Ehre
Ruhm und Ehre (englisch Glory & Honor) ist ein amerikanischer biografischer Spielfilm von Kevin Hooks aus dem Jahr 1998. Dieser Film basiert auf wahren Begebenheiten. (Anm. 1) Er spielt an der Wende des neunzehnten und zwanzigsten Jahrhunderts und erzählt die Geschichte der Expeditionen von Robert Edwin Peary und Matthew Henson zum Nordpol. Auf ihrer Reise durch Grönland und Ellesmere Island begleitet sie eine Gruppe der lokalen Inuit.

## Handlung
Siehe Anmerkung (Anm. 1).

### Erste Expedition: Grönland

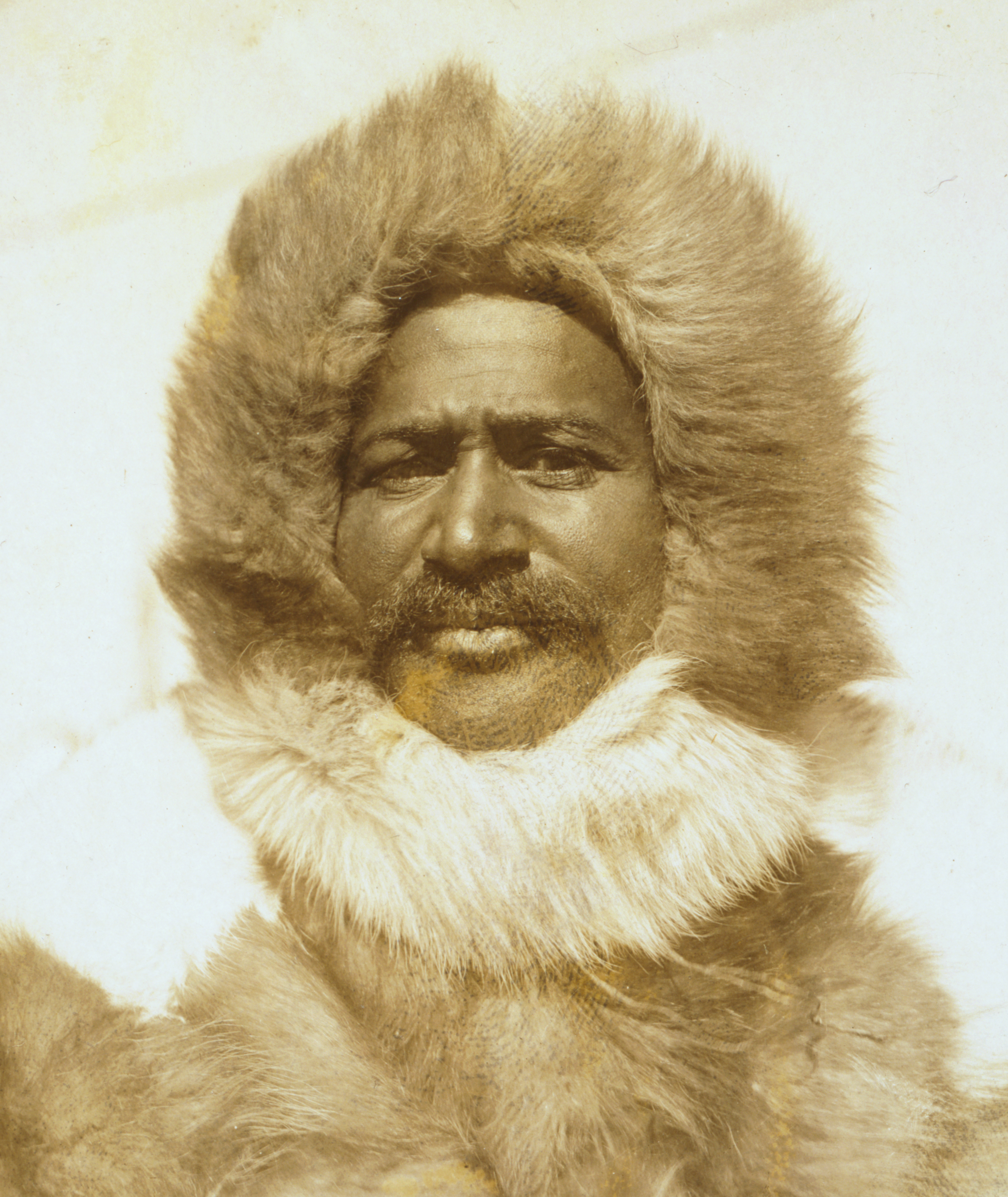
Matthew Henson

Am 12. Juni 1891 begann die erste Reise zur Arktis. Am Bord des Schiffs befanden sich: Robert Edwin Peary, seine Frau Josephine, sein Gehilfe Matthew Henson und andere Mitglieder der Expedition. Das Ziel der Expedition ist nicht, um jeden Preis den Nordpol zu erreichen, sondern herauszufinden, ob Grönland eine Insel ist und als Brücke zum Nordpol genutzt werden kann. Während der Expedition brach sich Peary ein Bein, wodurch der weitere Verlauf der Expedition gefährdet war. Dann erkundigte er sich nach seiner Frau, die ein Baby erwartet. Nach einiger Zeit erreichten sie die Nord-Westküste von Grönland, wo sie eine Basis errichteten. Hier wurden sie von Iqwah und den anderen Inuit herzlich begrüßt. Besonders Henson brachten die Inuit große Sympathie entgegen, da er durch seine dunkle Haut ihnen ähnlich zu sein scheint. Iqwah glaubte, in Henson seinen in der Kindheit entführten Cousin zu erkennen. Die Inuit lieferten den Teilnehmern der Expedition warme Fellkleidung und lehrten Henson, wie man mit einem Hundeschlitten fährt. Sie haben ihm den Vornamen Maripaluk gegeben. Peary aber verachtete die Inuit und ihre Sprache.
Im März zogen Peary, Henson und das Team in Richtung Norden. Henson führte die Hundeschlitten. Pearys Frau blieb in der Basis zurück. John Verhoeff – ein weiteres Expeditionsmitglied – starb in einem Loch des Eisschildes. Während der kalten Nächte fror Peary im Zelt, während Henson mit der warmen Kleidung von den Inuit mit der Kälte deutlich besser zurechtkam. Er begriff, dass es besser wäre, im Iglu zu schlafen, nicht in den Zelten. Peary entschied sich, zur nächsten Expedition mit den Inuit hinauszuziehen. Beim Versuch, John Verhoeff zu retten, verlor Henson einen Handschuh. Aufgrund des Verlustes erlitt er Erfrierungen an seiner Hand Um die weitere Expedition nicht zu behindern, musste er in die Basis zurückkehren. Dort erhielt er ein weiteres Geschenk von den Inuit: eine Hose aus der Haut eines Eisbären. Während des Aufenthalts in der Basis vertiefte Henson seine Freundschaft mit Iqwah und seinen Mitmenschen. Kommandor Peary und seine Mannschaft erreichten am 4. Juli 1892 ein Kliff, dem Peary den Namen Navy Cliff gab. Einer in der Nähe gelegenen Bucht gab Peary den Namen Independence Fjord. Josephine gebar Peary eine Tochter. (Anm. 2)

### Rückreise in die USA
Nach der Rückkehr in die USA stellte Peary die Ergebnisse der Expedition in einer öffentlichen Rede vor. Henson erschien dabei mit den Schlittenhunden und in der Inuit-Kleidung und beeindruckte das Publikum. Später bat Henson Peary an der nächsten Expedition teilzunehmen. Peary stimmte zu. Während noch die Vorbereitungen für die nächste Expedition liefen, erreichten die Norweger das Independence Fjord aus dem Osten und belegten damit, dass Grönland eine Insel ist. Henson ließ sich überzeugen, die nächste Expedition auf Ellesmere Island zu beginnen und als Basis Fort Conger zu errichten. Peary erhielt von Morris Jesup die Zustimmung zur nächsten Reise.

### Zweite Expedition: Ellesmere Island

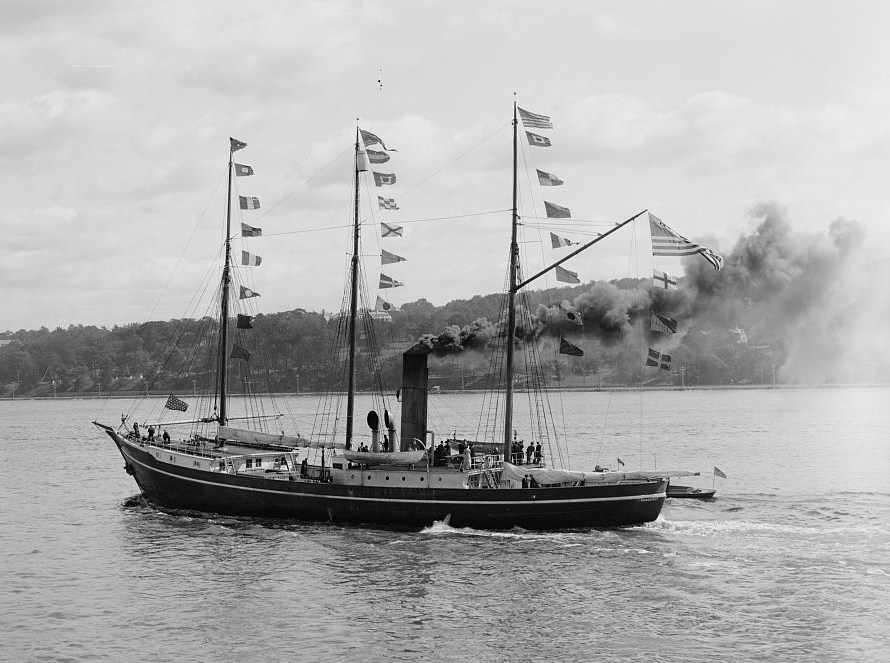
Das Schiff Roosevelt, mit dem Robert Peary und sein Team auf der letzten Reise segeln, die in dem Film dargestellt ist

Als sie die Zustimmung erhielten, starteten Robert Peary, Matthew Henson und andere Mitglieder der Expedition eine weitere Reise. Vor dem Winter erreichten sie Ellesmere Island. Entsprechend früheren Annahmen wollten sie nach Fort Conger im Frühjahr kommen. Als sie die Insel erreichten, brachte ein Inuk namens Ootah, zusammen mit einer Gruppe von anderen Inuit, die Nachricht, dass sich in der Nähe ein Schiff mit einer norwegischen Expedition befand. Peary, aus Angst, dass die Norweger den Nordpol als Erste erreichen könnten, wartete nicht an Bord des Schiffs bis zum Frühjahr – sofort begannen alle Teilnehmer der Expedition und die Inuit eine 250-Meilen-Reise nach Fort Conger. Peary hatte durch Erfrierungen acht seiner Zehen verloren, und nach 47 Tagen zu Fuß kehrten alle zum Schiff zurück. Ende Juni kam Pearys Frau Josephine und entdeckte seinen Betrug mit einer Inuitfrau namens Aleqasina. Josephine erzählte ihm, dass die zweite Tochter im Alter von acht Monaten gestorben war. Das alles führte zu einer Trennung.
Nach diesen Ereignissen zogen die Teilnehmer der Expedition von Ellesmere Island hinaus, auf das Eis des gefrorenen Arktischen Ozeans. Bereits im Frühling versteckte Matthew Henson im Eis Lebensmittelvorräte für die vom Nordpol zurückkehrende Expedition und markierte diese mit Fahnen. Jedoch sind die Vorräte nicht mehr auffindbar. Die Situation verschärfte sich, als die Inuit aufgrund ihres Glaubens umkehrten und die Expedition verließen. Der Nahrungsmangel zwang die Teilnehmer der Expedition, die Reise 200 Meilen vor dem Ziel abzubrechen. Um zu überleben, mussten sie auf dem Rückweg Hundefleisch essen.

### Zweite Rückreise in die USA
Robert Peary überredete den Inuk ihm einen Meteoriten zu überlassen. Dieser ist aus Metall und wurde zur Finanzierung der nächsten Reise verkauft. Er überzeugte vier der Inuit mit ihm in die Vereinigten Staaten zu reisen. Sechs Monate nach ihrer Ankunft in den Vereinigten Staaten verstarben alle vier an einer Lungenentzündung. Die Körper zweier von ihnen, Ahnalkah und Iqwah, wurden in einem Museum ausgestellt. (Anm. 3) Damals traf Henson Lucy Ross und ihre anderen afroamerikanischen Verwandten und Freunde; sie stritten mit ihm über den Sinn solcher Veranstaltungen, über den Sinn der Bereitstellung finanzieller Mittel für diesen Zweck und über die Teilnahme von jemandem aus ihren Gemeinden, während „in Harlem eine Armut herrscht“. Einige Zeit später wurde Henson mit seiner Freundin Lucy Ross verheiratet.

### Dritte Expedition: Nordpol

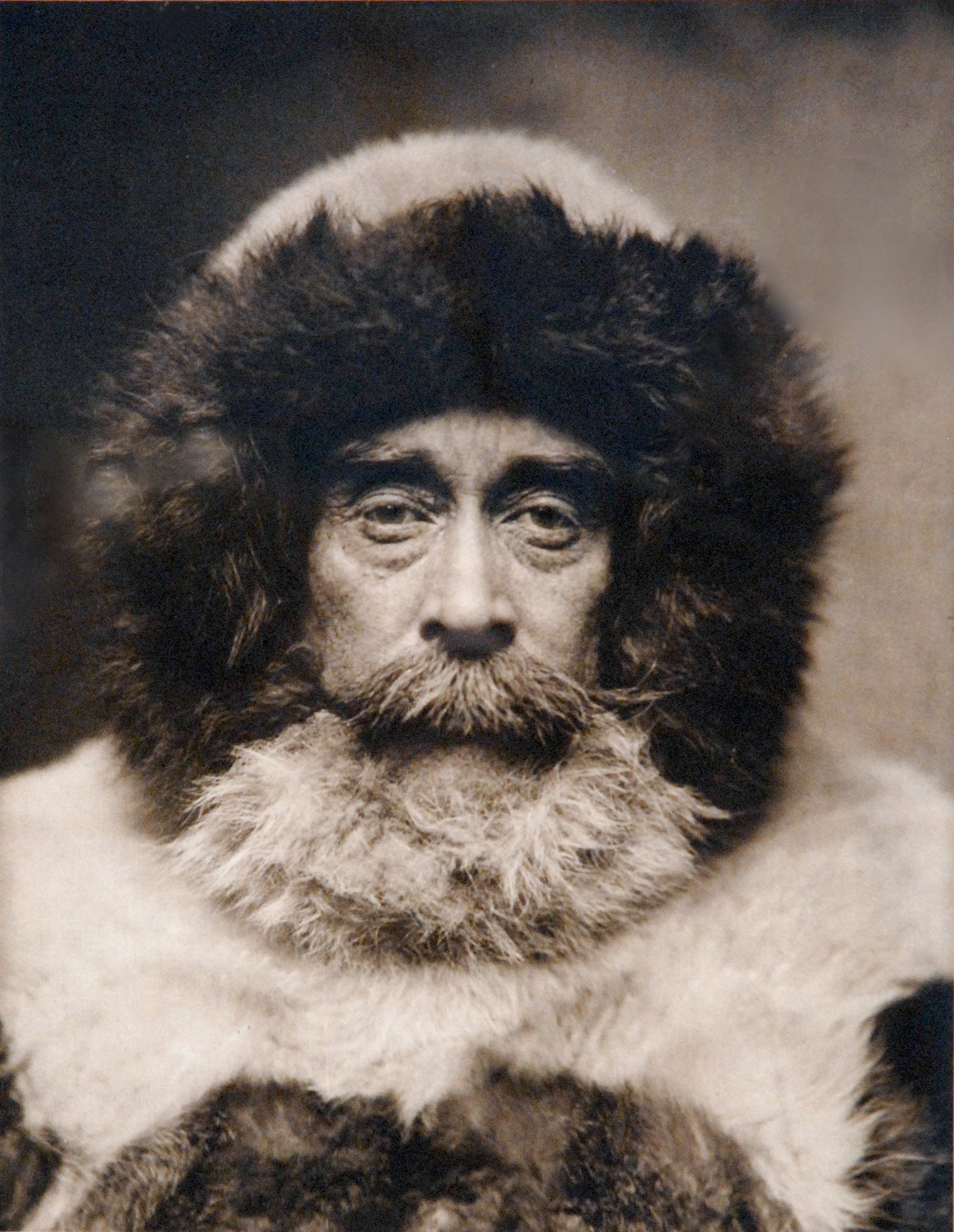
Robert Peary im Jahr 1909

Arktis Expedition 1908–1909

Sechs Monate nach der Hochzeit Hensons brachen Henson und Peary zur nächsten Reise nach Norden am Bord des neuen Schiffes Roosevelt auf. (Anm. 4) Peary erprobt ein neues Vorgehen: Während der Expedition soll ein Teil der Besatzung mit Lebensmitteln, für die später zurückkehrenden Teile der Expedition auf der Strecke verbleiben. Den Nordpol sollen nur zwei Gruppen erreichen: Die Pearys sowie die sich als stärkste erweisende. Der Rest soll in den Lagern auf der Strecke bleiben. Peary ist zu diesem Zeitpunkt 52 Jahre alt.
Am 1. März 1909 verließen die Besatzung und die Inuit Kap Columbia bei Temperaturen von −17 °C. In einem Lager, 30 Meilen vor dem Nordpol, vernahm Henson zufällig eine Unterhaltung zwischen Peary und Bartlett, einem weiteren Mitglieder der Expedition. Peary teilte diesem mit, dass nicht er, sondern nur Matthew Henson ihn auf dem restlichen Streckenabschnitt begleiten soll. Er begründete dies mit der größeren Erfahrung Hensons. Als zusätzliches Argument, im Widerspruch zur letzten Aussage, erklärte Peary, dass durch seinen Mangel an Charakter, der eine Sache der Rasse ist, Henson die Menschen nicht zurück zum Schiff führen könne. Später sagte er zu Henson, er solle mit Pearys Gruppe reisen. Henson aber sollte den Marsch eine Stunde später beginnen. Henson ging heimlich, ohne vorherige Warnung, zusammen mit Inuk Ootah, stoppte aber freiwillig etwa zwei Stunden Fußmarsch vor dem angeblichen Nordpol. Als sie sich trafen, erklärte Henson, er könne alleine den Nordpol erreichen, wollte aber  auf ihn warten, um mit ihm den Sieg zu teilen, obwohl Peary den Sieg nicht mit Henson teilen wollte. Schließlich gingen sie mit einer Gruppe von Inuit zum Nordpol. (Anm. 5)

### Abschließende Informationen
- Pearys Gegner bestritten, dass er als erster den Nordpol erreicht hat.
- Admiral Robert Peary starb im Jahr 1920 im Alter von 64 Jahren.
- Henson starb im Alter von 82 Jahren.
- Am 6. April 1988 wurde Matthew Hensons Asche dem Nationalfriedhof in Landkreis Arlington übergeben; er wurde neben dem Grab von Robert Peary begraben.